# Rio das Rãs
O rio das Rãs é um curso de água do estado da Bahia, Região Nordeste do Brasil, pertencente à bacia do rio São Francisco. Nasce no município de Matina e deságua na margem direita do rio São Francisco entre Bom Jesus da Lapa e Malhada. Banha municípios como Matina, Riacho de Santana, Palmas de Monte Alto, Bom Jesus da Lapa e Malhada. Empresta sua denominação ao Quilombo do Rio das Rãs, que está localizado em sua foz.